# عبد الله كرد
دوغر سيفديت (بالروسية: Догер Севдет) معروف أكثر بعبد الله كرد و عبد الله التركي ، وهو كردي حارب في الشيشان . كان عبد الله نائبا للقائد الميداني مهند الأمير الرابع للمجاهدين العرب في الشيشان . بعد اغتيال الأمير مهند في ضاحية سيرزين - يورت في أبريل 2011 ، خلفه كرد وذلك وفقا للجنة الروسية الوطنية لمكافحة الإرهاب. قتل من قبل قوات الأمن الروسية في منطقة  شيبيرلوفسكي من الشيشان وذلك في 3 ماي 2011.